# 聖戰者

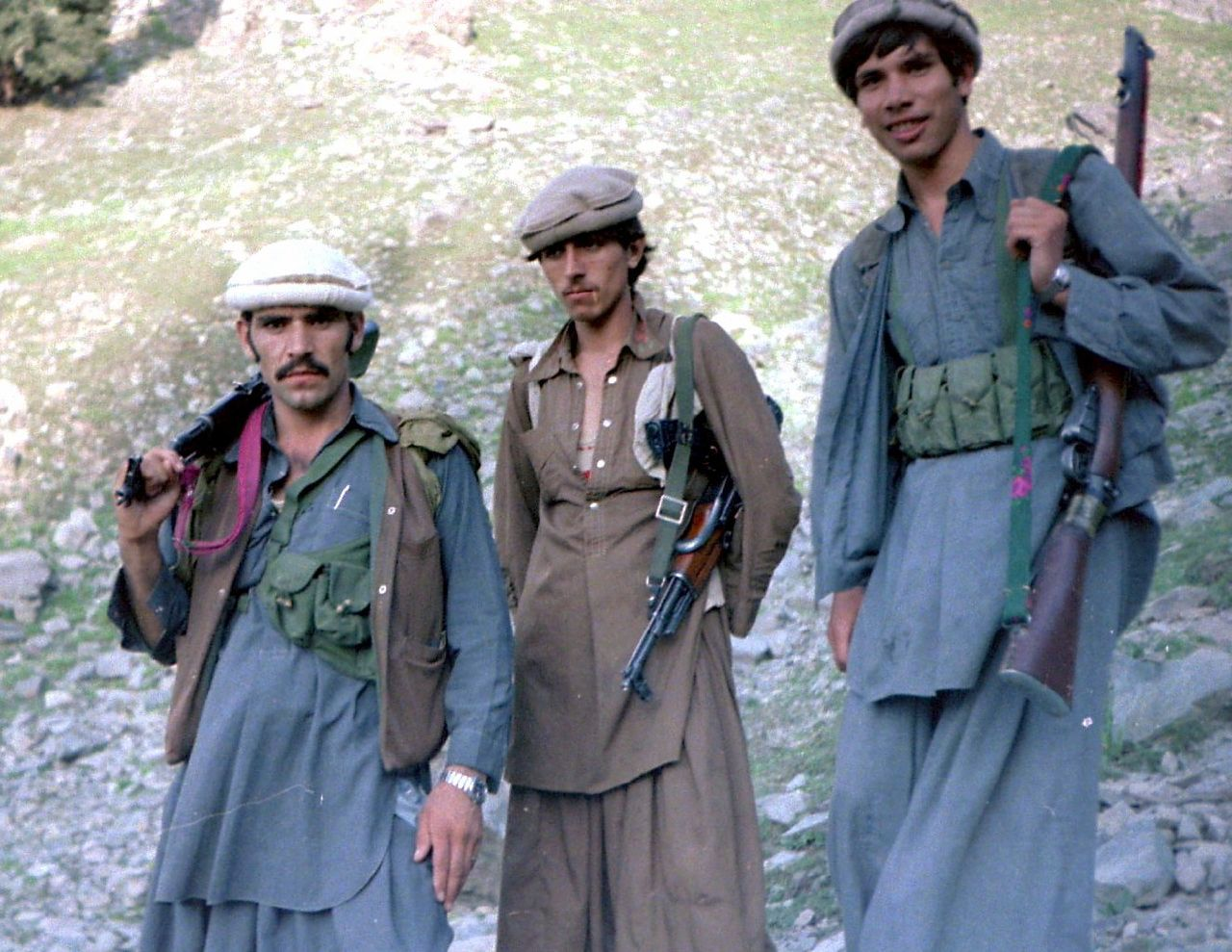
阿富汗的三位聖戰者（1985年）

聖戰者（拉丁化：muǧāhid，意為奮戰者）指的是參與聖戰的鬥士。複數形為Mujahideen（拉丁化：muǧāhidīn）。這個字是來自阿拉伯語jihad（意為奮戰，即一般所認為的聖戰）。
本詞也由阿拉伯語音為Mujahedin、mujahedeen、mujahedīn、mujahidīn、mujaheddīn等。中文也有聖戰軍、聖戰士、聖戰組織、伊斯蘭聖戰士或聖戰游擊隊等翻譯名稱。
西方世界常把英語：與英語：或英語：與英語：跟恐怖分子或伊斯蘭恐怖主義畫上等號，但這經常被伊斯蘭教團體稱為污衊。他們表示hirabah（指海盜或侵略）更適合稱呼恐怖分子。

## 起源
早期的伊斯蘭教穆斯林並沒有很清楚的聖戰概念，聖戰者一詞常被作為穆斯林統治者的正式稱號以彰顯（或合理化）他們發動的戰爭，無論那場戰爭是為了彰顯伊斯蘭教或出自政治理由。比如奧斯曼王朝的第六任君主穆拉德二世，其稱號便是：「阿布哈雅特，聖戰者蘇丹，汗中之汗，安那托利亞、罗梅利亚與阿德里安堡和菲利浦波利斯區域城市大蘇丹」（Abu'l Hayrat, Sultan ul-Mujahidin, Khan of Khans, Grand Sultan of Anatolia and Rumelia, and of the Cities of Adrianople and Philippolis）。
19世紀印度發生的反英運動為現代聖戰者概念的起源。英文中這個字最早是在1958年出現於一份巴基斯坦文本裡，使用波斯語與阿拉伯語，用複數形英語：以稱呼「參與聖戰者」，現代的說法則是指「穆斯林游擊抵抗運動」。
在20世紀末期與21世紀早期，部分信奉好戰伊斯蘭主義的武裝戰士稱呼自己為聖戰者。現在聖戰者一詞，也被與阿富汗與巴基斯坦等地的一些恐怖主義團體相關聯。
雖然主流伊斯蘭教團體和它們的西方自由派辯護人宣稱，伊斯蘭是和平的宗教，聖戰者只是一群打著伊斯蘭旗幟的匪徒或邪教異端信徒，不過，如認真推論教義，聖戰者幾乎都是虔誠的穆斯林，其所行並不見得違背《古蘭經》的教導。

## 阿富汗

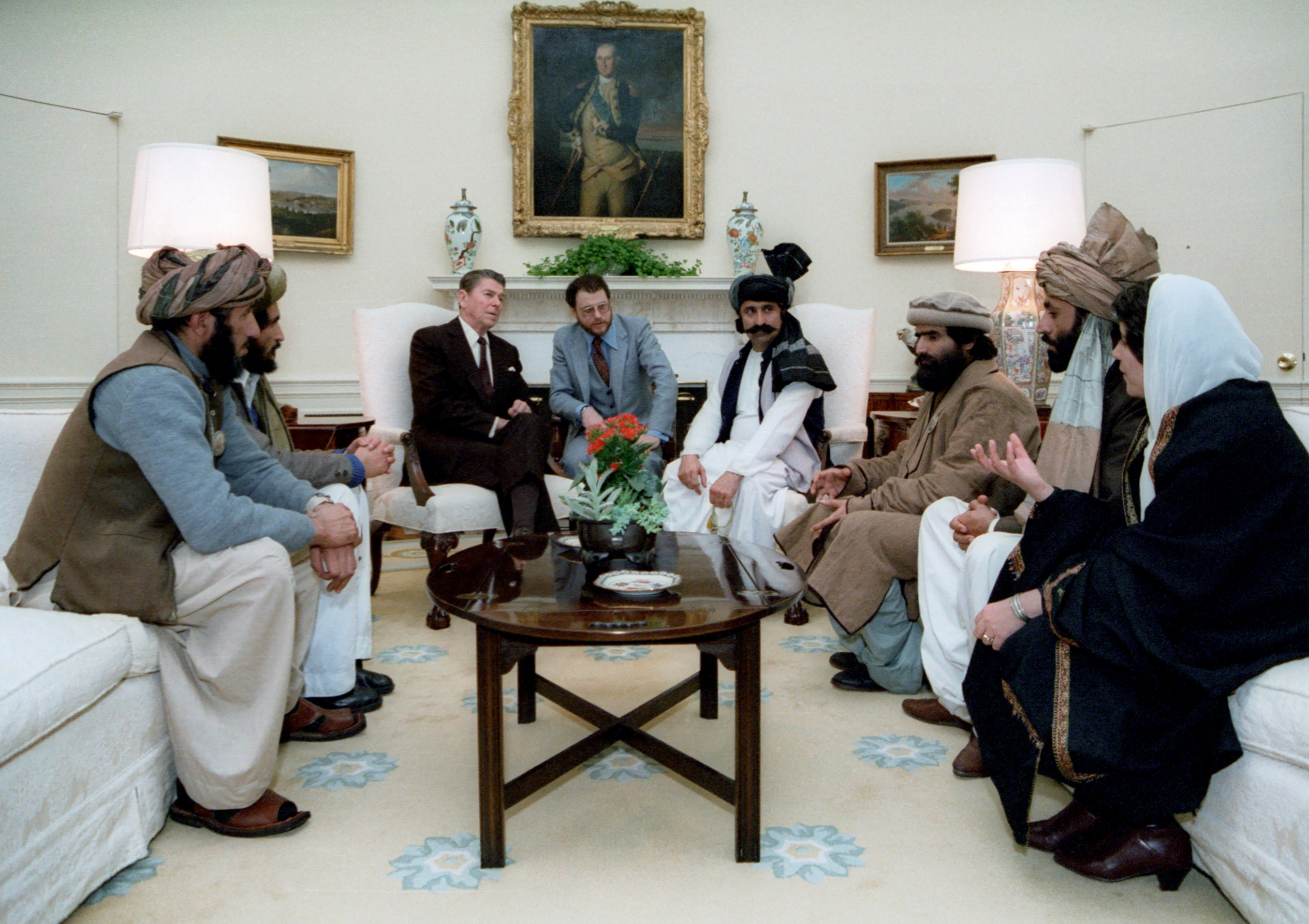
1983年美国总统罗纳德·里根在白宫接见阿富汗圣战者。

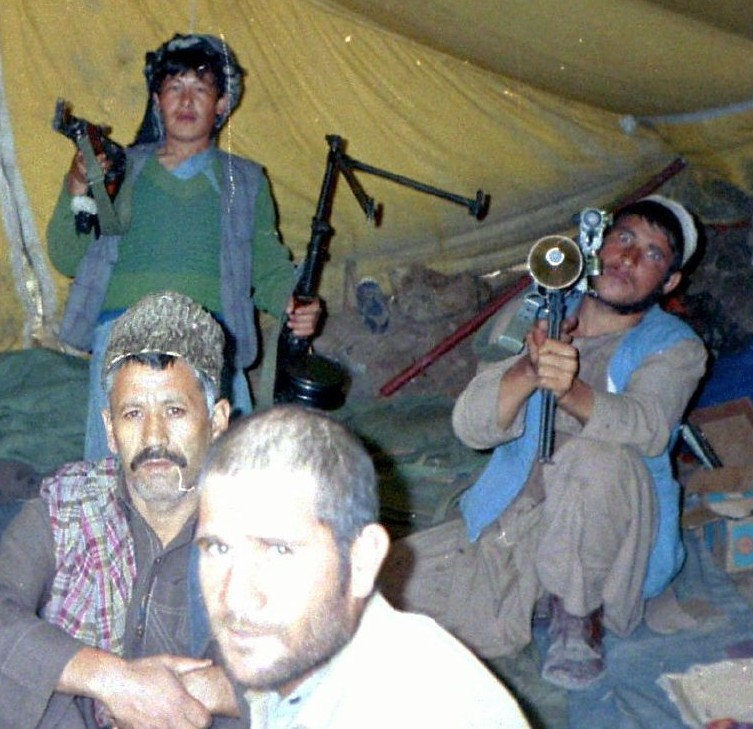
阿富汗帕克蒂亞省的幾位聖戰者（1984年）

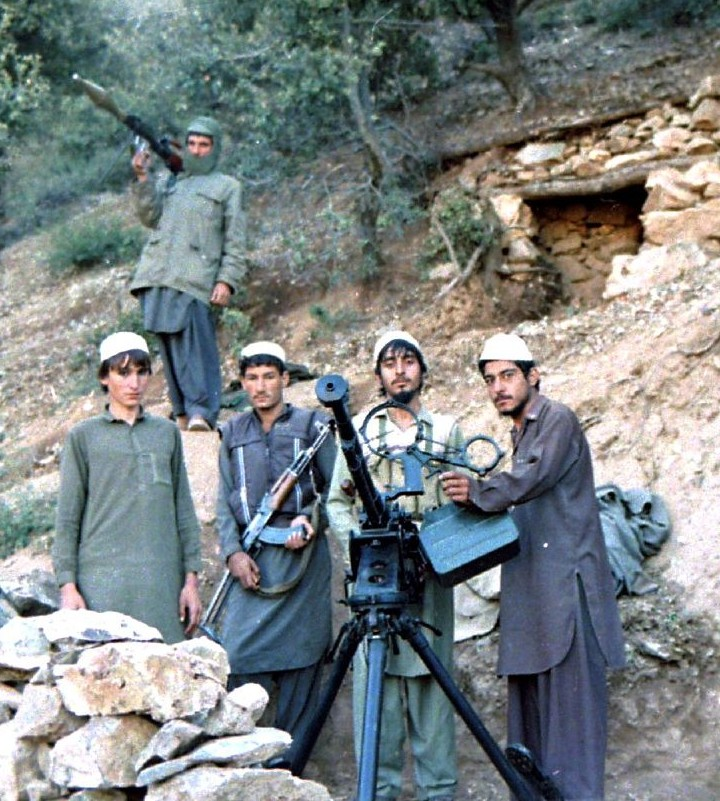
阿富汗聖戰者士兵們（1987年）

基地組織的前身，正是1986年拉登在美國的支持下設立在阿富汗與巴基斯坦邊境地區的聖戰者訓練營。
知名度最高的聖戰者，莫過於組織寬鬆的阿富汗反抗組織。開始於1970年代對前蘇聯阿富汗政府的反抗運動，當蘇聯派軍進入此地後，聖戰者們在阿富汗戰爭中與蘇聯作戰。當1980年代後期蘇聯撤離此地，當地的聖戰者展開阿富汗內戰。
來自各國的回教徒援助與參加各個阿富汗聖戰者組織，並在游擊戰中取得相當豐富的經驗。部分這些退伍軍人在之後伊斯蘭世界的幾次衝突中扮演重要的角色，如本拉登等阿拉伯戰士。
時間到了1989年，蘇聯從阿富汗撤軍後，拉登和他的追隨者回到了沙特阿拉伯的家鄉。1990年，伊拉克入侵科威特，海灣危機爆發，面對危機，沙特阿拉伯準備向美國尋求幫助，拉登向王室進言，堅決反對美軍進駐，甚至提成要由自己和自己的追隨者建立一隻強大的武裝來保衛伊斯蘭祖國，但拉登的要求遭到王室的拒絕，沙特政府同意美軍在沙特阿拉伯境內設立軍事基地，此舉另拉登十分不滿，因此給國王寫了一封“憤怒的信”，指責沙特阿拉伯背叛伊斯蘭教義，讓西方人進來是引狼入室，繼而在沙特無法立足，於是前往蘇丹，重建聖戰者訓練營，基地組織在那裡初具雛形，從蘇丹開始，拉登頻頻對美國發動恐怖襲擊。但在穆罕默德·納吉布拉的政府於1992年垮台後，聖戰者並未組成聯合政府，而是各派系圍繞著喀布爾陷入阿富汗內戰。在幾年毀滅性的戰爭後，在巴基斯坦支持下組織較為慎密且強大的塔利班擊敗各路軍閥取得大多數地區的控制權，直到因境內擁有基地組織的訓練營而遭到美國入侵為止。在目前的國際軍事介入下，新的阿富汗政府正試著遣散或合併各原有部隊至阿富汗國民軍或警察部隊。
雖然現在大多數人認為聖戰者們站在塔利班政權一方與北約部隊或美國支持的政府與盟邦作戰，但其實大多數與前蘇聯作戰的聖戰者指揮官都參與了“對抗塔利班”的行動。其实自苏军1989年完全撤出阿富汗，众多圣战者派别依然以松散组织存在，抗苏时代的同盟“（逊尼派）7党联盟”、“（什叶派）8党联盟”很快瓦解，各派未形成新的同盟，为保自己的控制区与一切外来者作战，不论是其他圣战者、塔利班还是美国。美国2001年才入侵阿富汗，时间相差12年，在幾年毀滅性的阿富汗内戰中，各派别大多數與前蘇聯作戰的聖戰者指揮官多已战死及多次更换，既不能与后来的美国入侵者作战，又不能对抗再后来崛起的塔利班；只有其中的指挥官本·拉登是来自沙特的圣战者，较少参与阿富汗当地的争端，得以长时间幸存。
而塔利班的创始人穆罕默德·奥马尔即亦为圣战者。1979年19岁时成为圣战者与苏军作战，至1986年在喀布尔郊区的一场战斗中，奥马尔失去了右眼。养伤期间途经奎达的一所伊斯兰学校，在此期间他与被誉为“全球圣战之父”的阿卜杜拉·优素福·阿扎姆相识并拜他为师，随后开始传播圣战思想。奥马尔后来前往卡拉奇说教，在那里又结识了奥萨马·本·拉登。1989年，苏联军队自阿富汗撤退，阿富汗随即爆发了内战。1992年，苏联扶植的纳吉布拉傀儡政权垮台，奥马尔回到坎大哈，组建伊斯兰学校。1994年，奥马尔自称得到穆圣的托梦，决定武装起义。他召集了伊斯兰学校中的学生，又召集巴基斯坦和阿富汗的难民组建了著名的圣战组织塔利班。
除美国、巴基斯坦和沙特阿拉伯政府援助外，阿富汗战争圣战者的大部分资金来源实际为穆斯林捐赠，包括个人和宗教组织。美国的直接资金捐助实际上占25%左右。
另外，阿富汗的聖戰者也參與了納戈爾諾-卡拉巴赫戰爭與塔吉克內戰。

## 印度
2008年一系列的大型恐怖攻擊後，一個自稱印度聖戰者的組織開始為人所知。
2008年11月26日，自稱德干聖戰者的團體宣稱發動了孟買當地的恐怖攻擊。《標準週刊》報導稱：「印度情報局已證實印度聖戰者是虔誠軍與回教聖戰運動為了混淆視聽與掩飾印度回教學生運動而建立的外圍組織。印度情報局相信此團體受到巴基斯坦情報局的協助，並為基地組織的成員。」

## 克什米爾
在巴基斯坦、查謨和克什米爾等前英屬印度土邦，反抗印度的行為也常被認為是聖戰者。
幾個軍事組織自巴基斯坦占領克什米爾後於此地紮根，較著名者如虔誠軍（Let）、穆罕默德軍（JeM）、查謨-克什米爾解放陣線（JKLF）和聖戰者運動（HuM）1996年人權觀察報導表示當地約有3,200名活躍的聖戰者

## 車臣共和國
在車臣戰爭中，聖戰者一詞通常指所有參與獨立戰爭者。此段所注重描寫的是以聖戰之名參與這場獨立戰爭的非高加索人，他們也常被稱為輔士（Ansaar，此為協助者之義）以與當地戰士做區別。
外籍聖戰者在兩次車臣戰爭中都扮演重要角色，自蘇聯解體伊奇克里亞車臣共和國成立後，外籍戰士開始進入車臣並與當地軍隊（其中最有代表性者為沙米爾·巴薩耶夫）合作。許多進入本地的外籍戰士在阿富汗抵抗過蘇聯入侵，並以此經驗訓練車臣軍隊。在第一次車臣戰爭中，他們對俄羅斯軍隊發動的游擊戰造成很大的損害。聖戰者也提供反抗軍經濟援助，由一些原教主義組職（如哈拉曼基金會）提供的經費是車臣反抗運動匱乏的資金收入裡不可或缺的一部分。
在俄羅斯軍隊離開車臣後，大多數的聖戰者繼續留在此處。1999年對達吉斯坦共和國發動的達吉斯坦戰爭中，聖戰者扮演著重要的角色，其於慘敗後便撤回車臣。這個事件也導致新的俄羅斯政府策劃新一次的進攻，1999年12月俄羅斯地面部隊再次進入車臣。第二次車臣戰爭中，面對與之前相比訓練與士氣較佳的俄羅斯軍隊，車臣軍隊居於弱勢。早在2002年，俄羅斯官方便宣布車臣軍隊已被擊敗。在面對主要的幾名聖戰者指揮官（如伊本·哈塔卜、阿布·瓦利德）時，俄羅斯軍隊也取得勝利。
雖然此地仍不平靜而許多聖戰者仍在活動，分離運動已經漸漸平息。2007年年底當地指揮官杜克·烏馬羅夫宣布要建立高加索酋長國，一個車臣地區的泛高加索伊斯蘭邦國，這項行動導致支持大公國者與車臣共和國支持者的衝突。

## 前南斯拉夫

### 波士尼亞和赫塞哥維納
1993年至1995年的波黑战争期间，一些圣战者不远万里从伊朗、阿富汗以及其他一些穆斯林国家来到波黑帮助该国的穆斯林军队与塞尔维亚人作战，还组成了单独的穆斯林志愿军。

### 科索沃和北馬其頓
在1997年至1999年的科索沃戰爭中，數百至千名來自中東與世界各地的聖戰者加入科索沃解放軍（KLA），跟塞爾維亞和北馬其頓部隊作戰，其中與通曉阿拉伯語的阿爾巴尼亞人領導者創建了自己的單位，其參與最大者即為聖丑作戰。在戰後大多數的聖戰者回到其原鄉，但也有少部分成為科索沃與北馬其頓的公民。

## 伊朗
雖然有很多伊朗組織自稱為聖戰者，不過其中最著名的還是伊朗人民聖戰組織（PMOI），一個以伊拉克為活動基地，目標是推翻目前伊朗政府的伊斯蘭社會主義組織。該組織也有參與伊朗伊斯蘭革命、兩伊戰爭（伊拉克側）與伊拉克戰爭，試圖分裂宗教與國土並不斷抨擊現今伊朗的神權政治。
另一個較著名的聖戰者組織則是伊斯蘭聖戰者（Mujahedin-e Islam），是由阿布-卡西姆·卡沙尼領導的伊斯蘭政黨。
在穆罕默德·摩薩台推動石油國有化時，本黨曾經是國家先鋒黨（National Front）政權的一員，但在摩薩台推動政教分離後便選擇離開。

## 伊拉克
聖戰者此詞常被拿來指伊拉克戰爭後參與伊拉克游擊戰的戰士，有些團體也會把聖戰者一詞放入名稱裡，比如聖戰者協商委員會（又被翻成：聖戰軍舒拉委員會，是伊拉克蓋達組織與聖戰軍的保護傘組織）

## 菲律賓
阿布沙耶夫（ASG）是南菲律賓最小也是最激進的伊斯蘭分離主義團體，其最著名的行為就是時常綁架西方人和當地人獲取高額贖金。有些阿布沙耶夫的成員曾經在沙烏地阿拉伯留學或工作，並在參與阿富汗戰爭期間建立一些聖戰者團體的聯繫。
雖然阿布沙耶夫總是堅持自己是聖戰者，不過摩洛蘭當地的摩洛人民眾（包含穆斯林長老）也沒提供他們多少協助。估計他們的核心分子數量低於五百人，但其造成的困擾不斷，當地政府只好時常攻擊叛軍。

## 马来西亚和印尼
马来西亚有圣战者在社交媒体上招募人员，还有数千名印尼人参加了“伊斯兰国”在伊拉克的战斗。

## 緬甸
一部分聖戰者聚集於緬甸若開邦一帶。雖然他們擁有一定規模，但在吳奈溫將軍於1962年發動的政變前，聖戰者更加活躍，這是吳奈溫將軍在掌權後所進行的一系列清剿活動所致。其最為代表性者為1978年所進行的龍王行動（Operation King Dragon）和1991年的清潔美麗國家行動。雖然這些行動造成境內的許多罗兴亚人逃往孟加拉，僅管如此，緬甸聖戰者仍控制著若開邦北部地區。他們不僅與鄰國孟加拉境內的聖戰者有所聯繫，在近幾年也不斷建立跨國的關係，如與巴基斯坦、馬來西亞等國，盡可能的獲得國外的捐款與軍事訓練。

## 索馬利亞
2006年7月奧薩瑪·賓拉登在網路上宣布將在索馬利亞建立回教國家，並警告西方國家其基地組織將與阻撓者作戰。雖然官方說法否認此事，但外籍戰士開始進入該地。在拜多亞戰役前後，仍不斷公開出現將發動聖戰的威脅。
2006年12月23日當地回教徒公開請求外籍戰士加入此地的戰鬥，而青年黨也在與伊索比亞或索馬利亞過渡聯合政府（TFG）作戰時使用聖戰者一名。

## 其他
巴基斯坦軍隊也被稱為聖戰軍（Mujahid Force），不過與上列例子不同，這是由職業士兵組成的專業軍隊，和聖戰者組織也沒有關係。

## 外部連結
- Jihad Watch （页面存档备份，存于）